# كيت كوربيت
كيت كوربيت هي ممثلة كندية، ولدت في 5 يوليو 1992 في كندا.

## وصلات خارجية
- كيت كوربيت على موقع IMDb (الإنجليزية)
- كيت كوربيت على موقع ألو سيني (الفرنسية)
- كيت كوربيت على موقع أول موفي (الإنجليزية)
- كيت كوربيت على موقع قاعدة بيانات الفيلم (الإنجليزية)
- كيت كوربيت على موقع كينوبويسك (الروسية)